# جيرارد غالانت
جيرارد غالانت هو لاعب هوكي جليد كندي، ولد في 2 سبتمبر 1963 في سمرسايد، كندا ‏ في كندا.

## وصلات خارجية
- جيرارد غالانت على موقع دوري الهوكي الوطني (الإنجليزية)
- جيرارد غالانت على موقع EliteProspects.com (الإنجليزية)
- جيرارد غالانت على موقع HockeyDB.com (الإنجليزية)
- جيرارد غالانت على موقع Hockey-Reference.com (الإنجليزية)